# آریستارخوس ساموتراکی

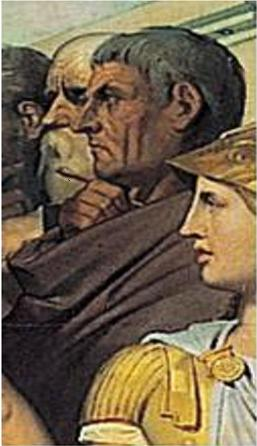
Aristarchus of Samothrace, detail from: Apotheosis of Homer (1827) by ژان اگوست دومینیک انگر (1780–1867)

آریستارخوس ساموتراکی (زبان یونانی: Ἀρίσταρχος) یکی از بزرگ‌ترین زبان‌شناسان یونان باستان بود که در حدود ۲۲۰ قبل از میلاد زاده شد و در حدود ۱۴۵ در قبرس درگذشت. آریستارخوس در اسکندریه برآمد و در حدود ۱۸۰ به عنوان کتاب‌دار موزیوم اسکندریه جانشین آریستوفان شد.
آریستارخوس تعداد زیادی شرح و تحقیق انتقادی بر آثار ادبی یونانی نوشت. مقایسهٴ آثار هومر با نوشته‌های آتنی، او را مجبور کرد با دقت بیشتری به ساختمان دستوری زبان‌ خویش توجه کند. او مطالعهٴ دستور زبان را به پایهٴ بلندی رساند.